# Junketsu Paradox
Singles de Nana Mizuki
Pop Master
(2011) Synchrogazer
(2012)
Junketsu Paradox (純潔パラドックス) est le 25e single de la chanteuse et seiyū japonaise Nana Mizuki sorti le 3 août 2011 sous le label King Records. Il arrive 3e à l'Oricon. Il se vend à 50 811 exemplaires la première semaine et reste classé 6 semaines pour un total de 69 624 exemplaires vendus.
Junketsu Paradox a été utilisé comme thème de fermeture de l'anime BLOOD-C. 7COLORS a été utilisé comme thème de fermeture pour l'émission Sekai Fushigi Hakken! sur TBS. Et Stay Gold a été utilisé comme thème de fermeture pour l'émission de radio Tokyo FM Nana Mizuki's M world. Junketsu Paradox se trouve sur la compilation The Museum II.

## Liste des titres
| 1. | Junketsu Paradox (純潔パラドックス) | Nana Mizuki     | Eriko Yoshiki/Jun Suyama          | 4:08 |
| 2. | 7Colors (7COLORS (lit. 7 couleurs)) | Yoshihiro Saito | Yoshihiro Saito/Takahiro Furukawa | 3:26 |
| 3. | Stay Gold                           | Koutapai        | Koutapai/Junpei Fujita            | 4:17 |